# Armscote
Armscote – wieś w Anglii, w hrabstwie Warwickshire, w dystrykcie Stratford-on-Avon. Leży 21 km na południe od miasta Warwick i 124 km na północny zachód od Londynu.